# Gare de Montoir-de-Bretagne
Gare de Montoir-de-Bretagne – przystanek kolejowy w Montoir-de-Bretagne, w departamencie Loara Atlantycka, w regionie Kraj Loary, we Francji.
Stacja została otwarta w 1857 przez Compagnie du chemin de fer de Paris à Orléans (PO). Dziś jest to przystanek kolejowy Société nationale des chemins de fer français (SNCF) obsługiwany przez pociągi TER Pays de la Loire na trasie Nantes – Saint-Nazaire.